# باند (شانگهای)

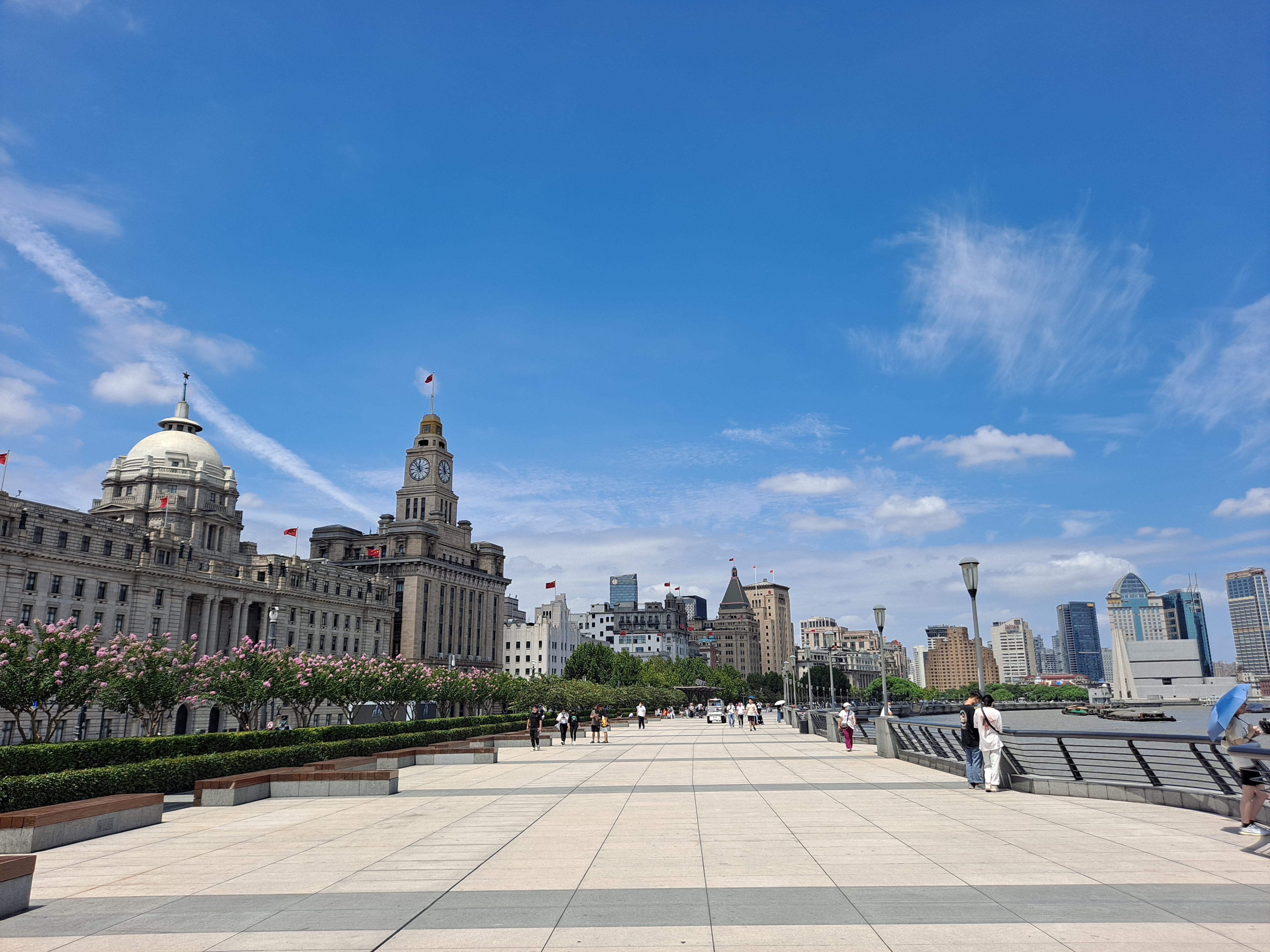
باند در تابستان ۲۰۲۲.

باند یا وایتان (چینی ساده: 外滩; پین‌یین: Wàitān، شانگهایی: nga3thae1) یک منطقه ساحلی و یک منطقه حافظت‌شده تاریخی در مرکز شهر شانگهای است. از دهه ۱۸۶۰ تا ۱۹۳۰، این منطقه مرکز ثروت و قدرت نهادهای خارجی در شانگهای بود که به عنوان یک بندر پیمانی حافظت‌شده قانونی عمل می‌کرد.

## نام
نام باند از راه هندی از واژه بند در فارسی آمده و به معنای «خاکریز» یا «سد» است. این نام با نام بندرعباس در ایران و باندا آچه در اندونزی از یک ریشه است.

## نگارخانه

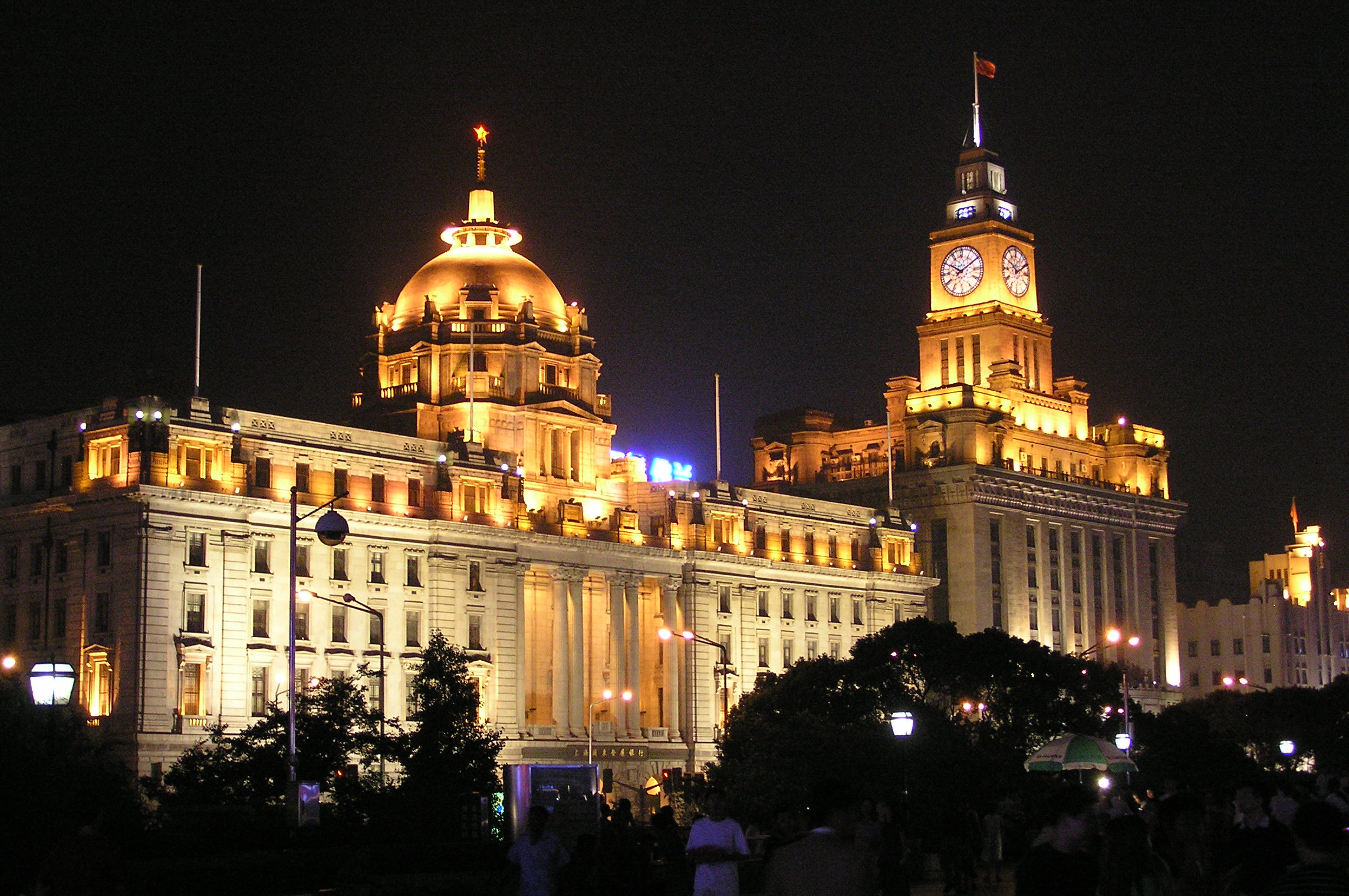
ساختمان بانک هنگ کنگ و شانگهای و ساختمان خانه گمرک شانگهای در باند
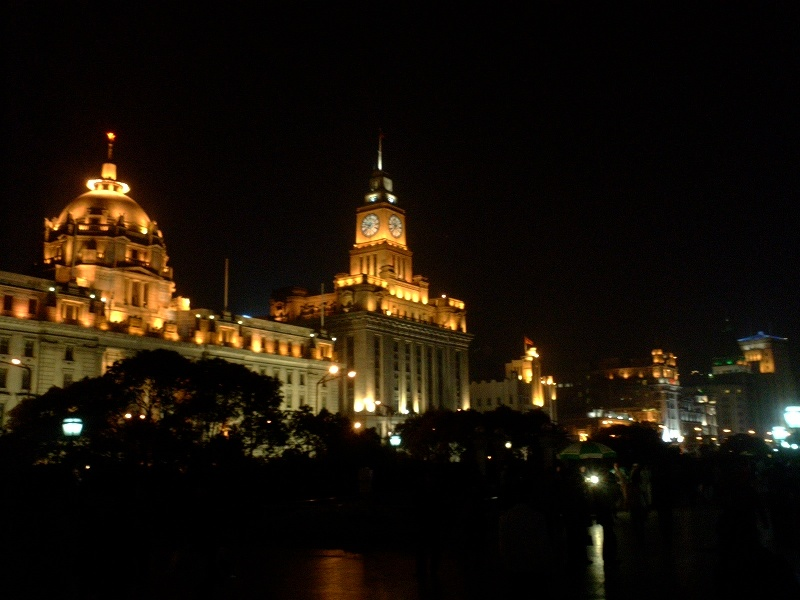
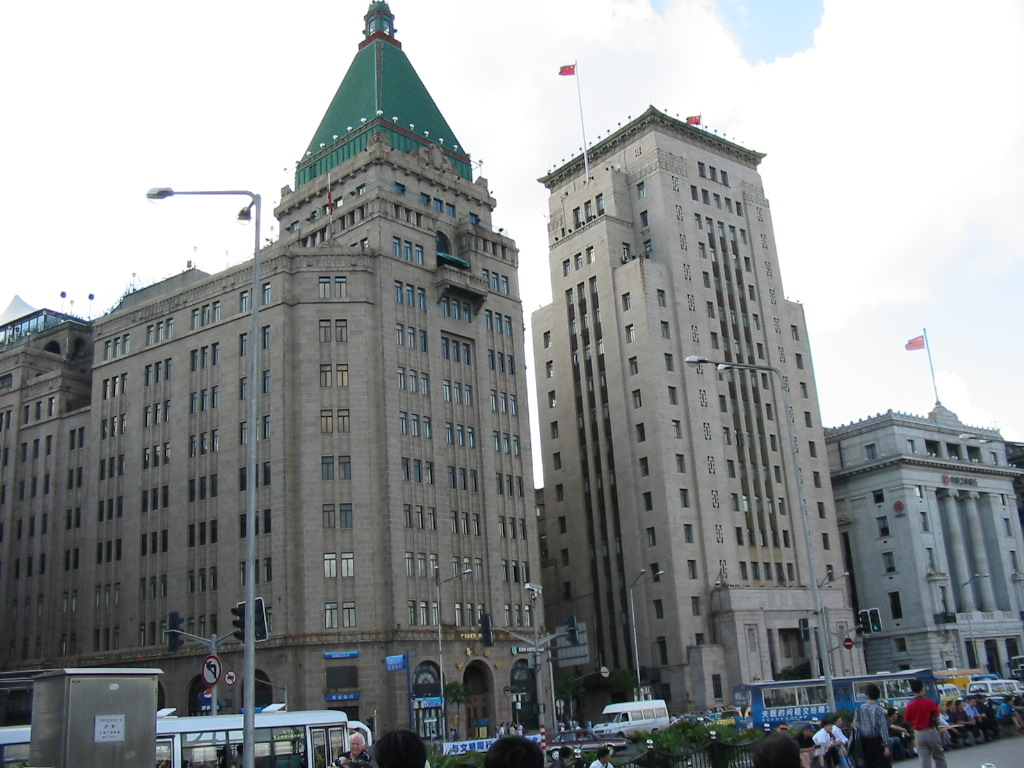
از چپ به راست: هتل صلح، ساحتمان بانک چین، و بانک ادویه یوکوهامای پیشین.
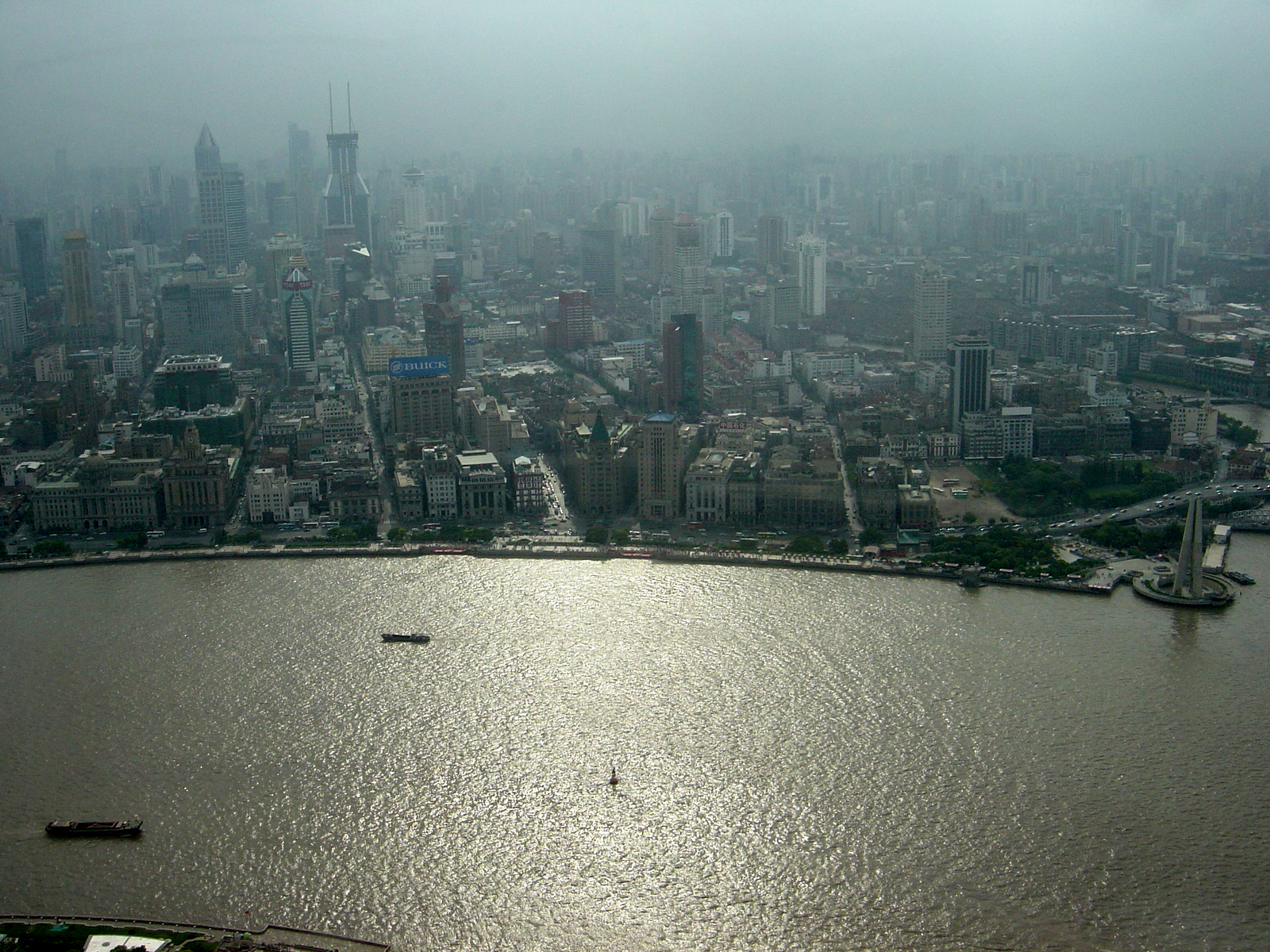
نمای باند از برج مروارید خاور پودانگ
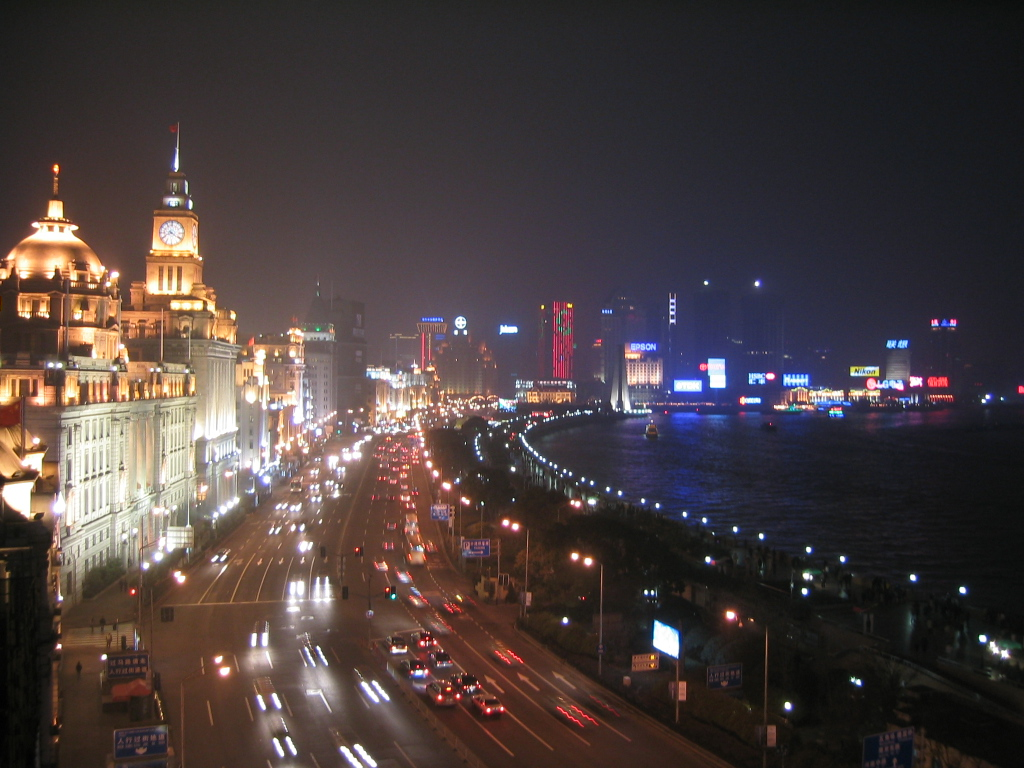
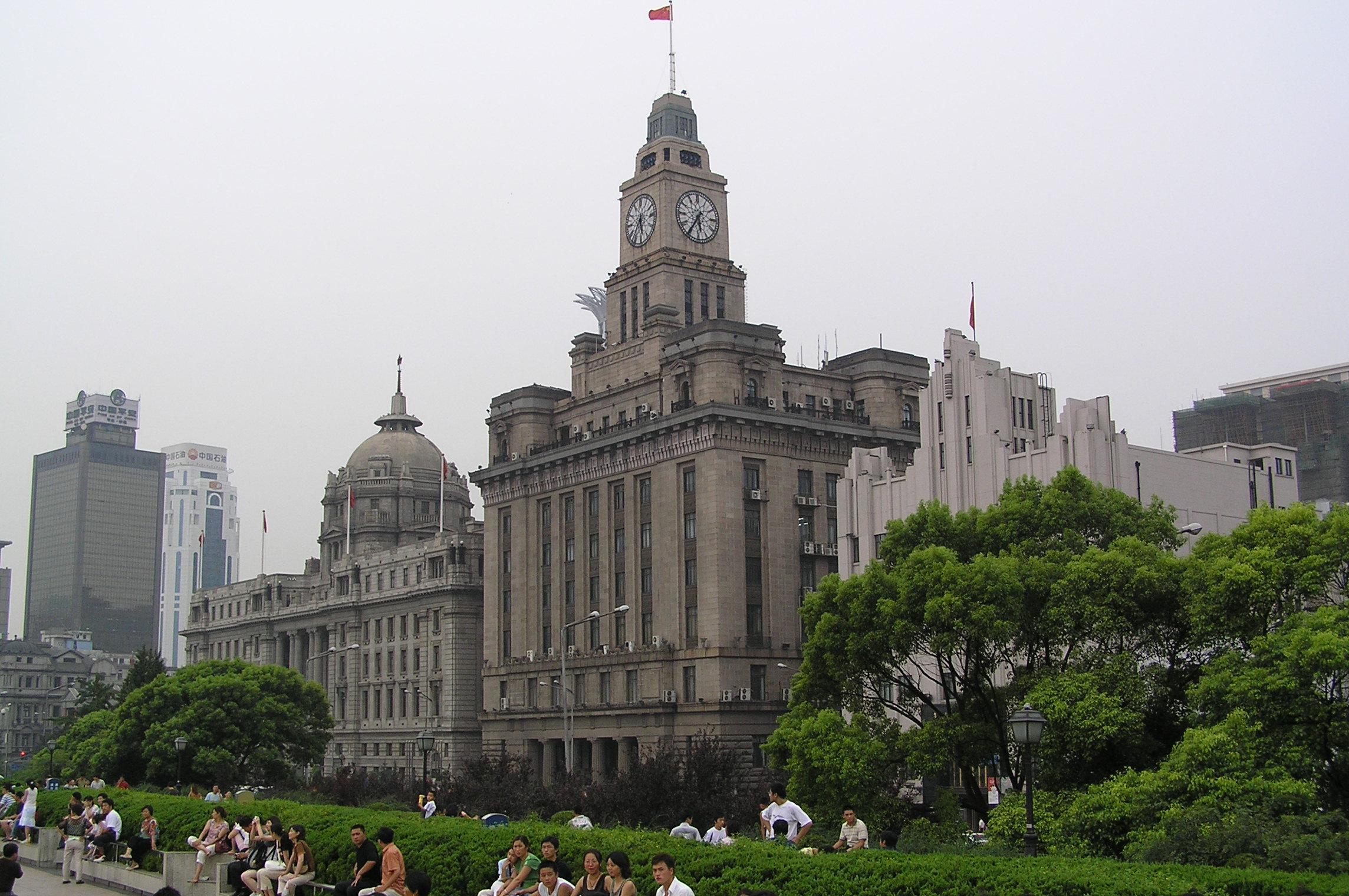
ساختمان خانه گمرک شانگهای و بانک هنگ کنگ و شانگهای در روز
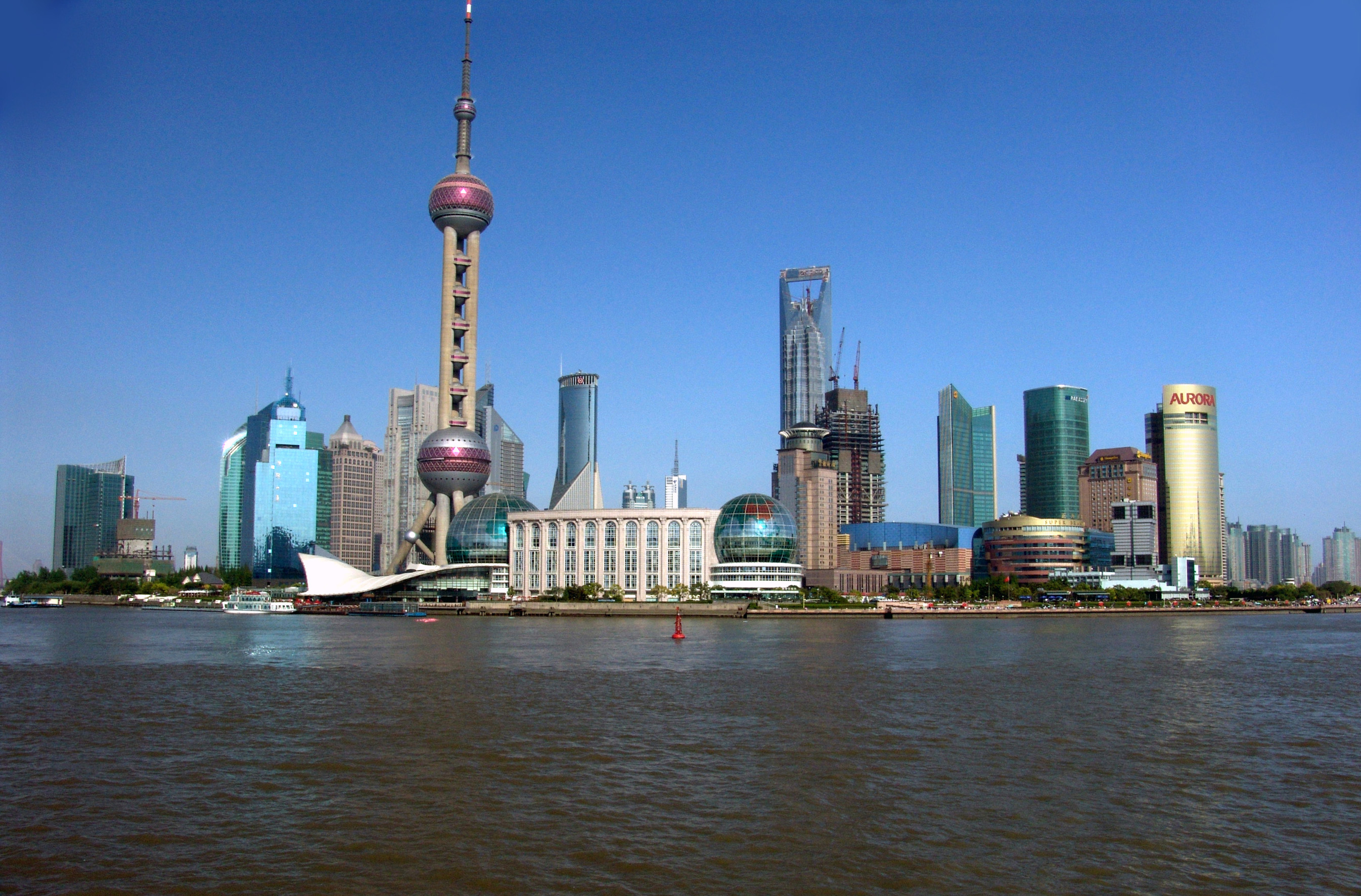
نمای پودانگ از باند
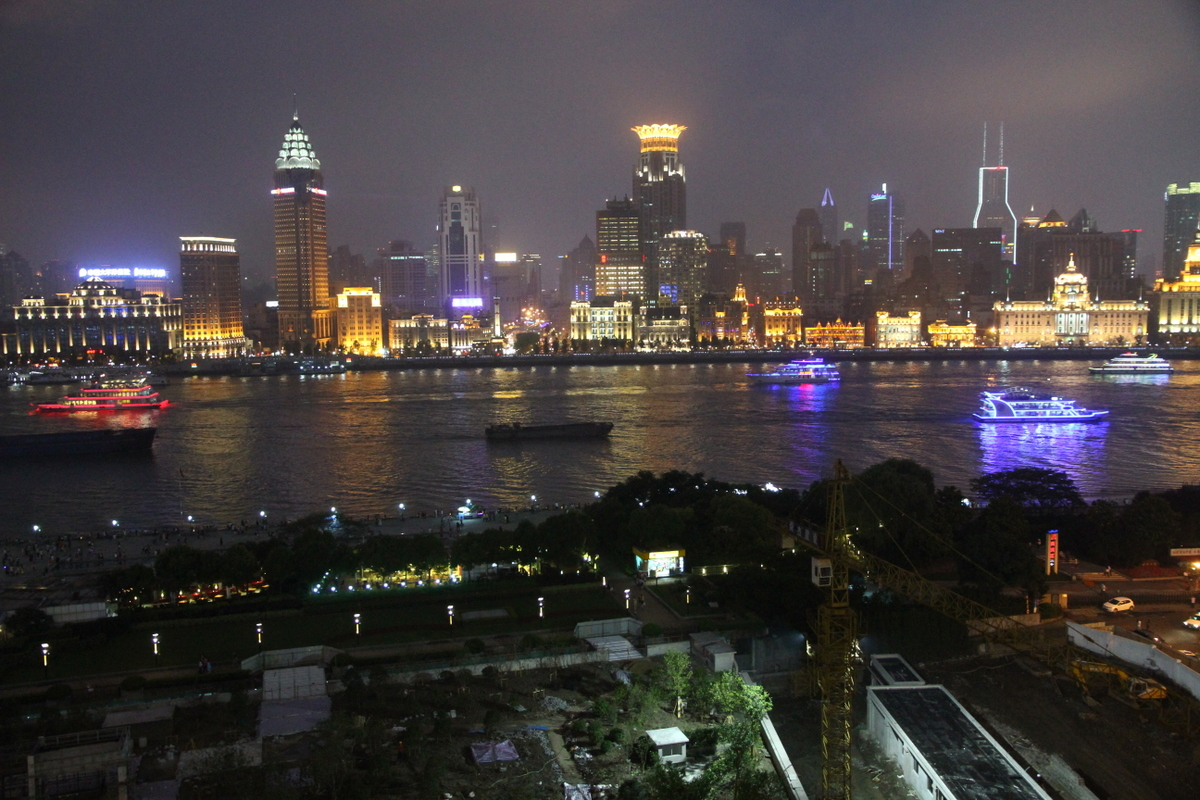
نمای باند در شب از پودانگ
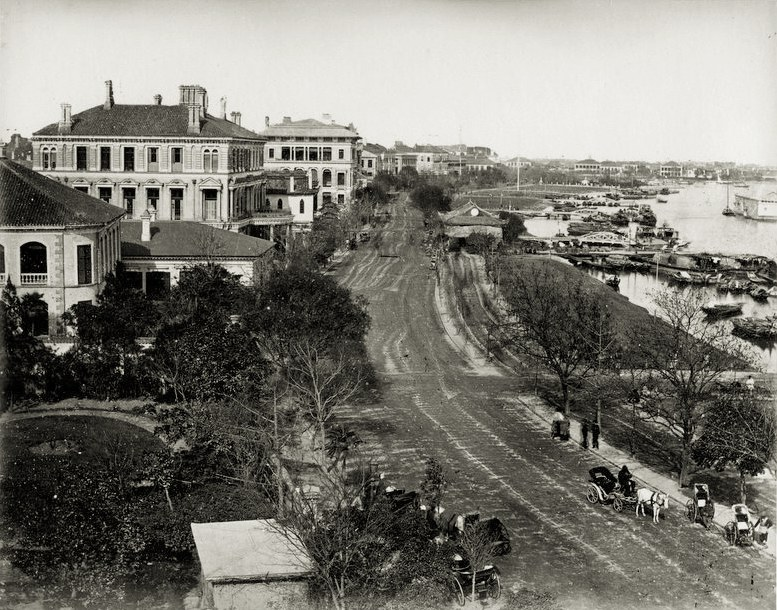
باند در دهه ۱۸۹۰
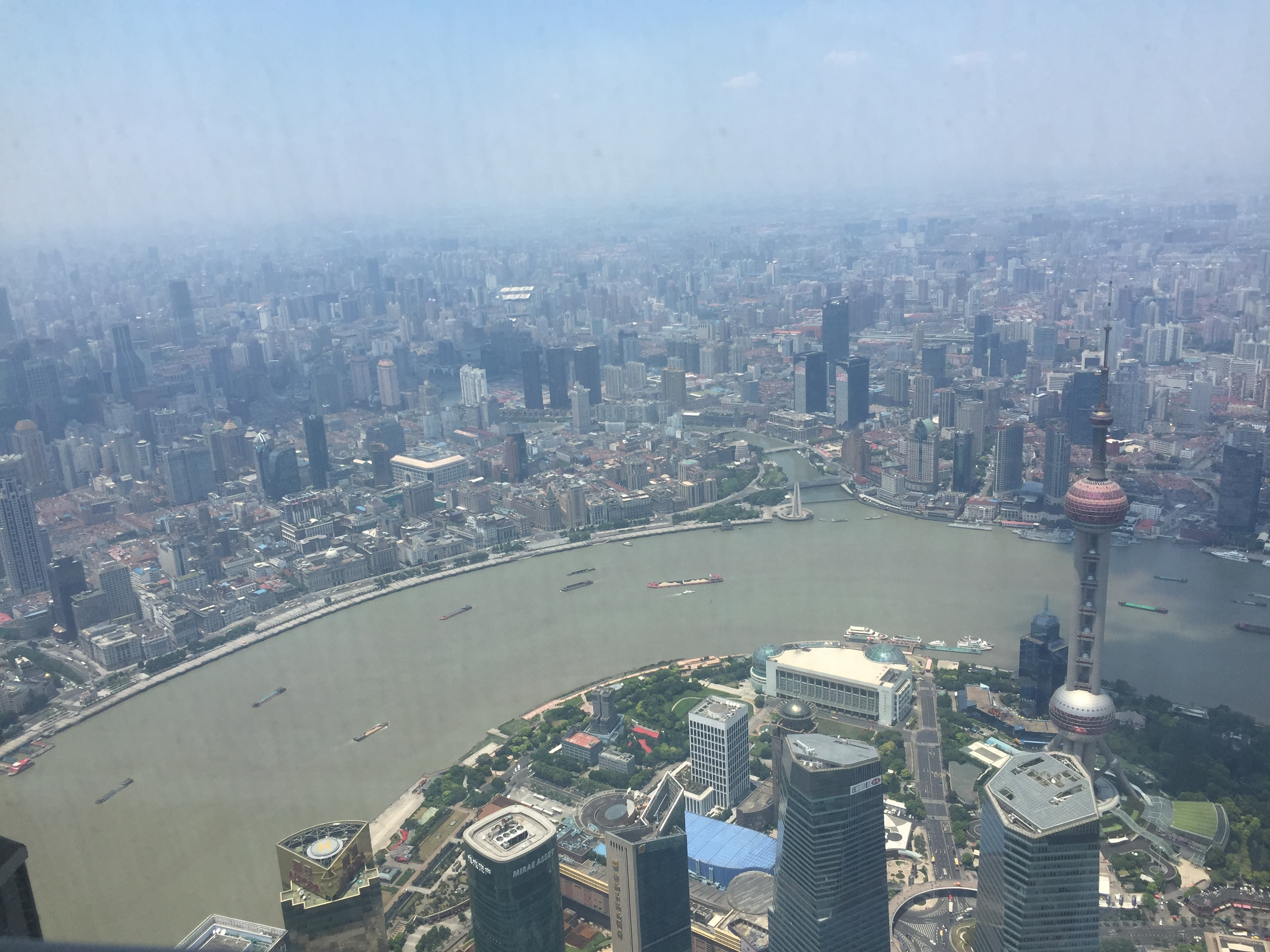
نمای باند از سکوی تماشای برج شانگهای